# Ликари
Ликари су насељено мјесто у општини Сребреница, Република Српска, БиХ. Према попису становништва из 1991. у насељу је живјело 589 становника.

## Становништво
| Демографија | Демографија | Демографија |
| Година      | Становника  | Становника  |
| ----------- | ----------- | ----------- |
| 1948.       | 216         |             |
| 1953.       | 223         |             |
| 1961.       | 277         |             |
| 1971.       | 341         |             |
| 1981.       | 583         |             |
| 1991.       | 589         |             |
| 2013.       | 206         |             |